# 角島大橋
角島大橋（つのしまおおはし）は、山口県下関市豊北町神田と同市豊北町角島間の海士ヶ瀬戸に架かる橋。全長1780メートル。

## 概要
1993年（平成5年）9月6日に着工し、2000年（平成12年）11月3日に開通した。総工費149億円。山口県道276号角島神田線の一部。かつて、角島へは渡船による交通が主であったが、完成により陸路でつながった。当初は（県道ではなく）、下関市と合併する前の旧豊北町の町道として建設された（過疎代行道路整備事業として山口県が発注した）。こうした背景から、道路構造令の第三種第四級で設計が行われた。このため、最高速度は40 km/hに制限されており、強風時には一般車両が通行止めになる。
北長門海岸国定公園内に位置することから、橋脚の高さを抑え、周囲の景観に配慮した構造となっている。また、架橋ルートの選定にあたっては、本土と角島の中間に位置する鳩島に橋脚を建設する案も検討されたが、自然景観保護の観点から島を迂回する現在のルートが採用された。このような取り組みが評価され、2003年（平成15年）には「土木学会デザイン賞2003」の優秀賞を受賞している。
橋の両側の海はエメラルドグリーンやコバルトブルーの美しい色をしている日も多く、完成後はその景観から山口県の新たな観光名所となっている。テレビCM、特に自動車のCM（レクサス・GS450h、三菱・ギャランフォルティス、スズキ・スイフト、日産・ノートなど）のロケ地として多く採用されている。
また、完成当初は通行料金が無料の離島架橋としては日本最長であったが、2005年に古宇利大橋（沖縄県・全長1,960 m）、2006年に新北九州空港連絡橋（福岡県・全長2,100 m）、2015年に伊良部大橋（沖縄県・全長3,540 m）と、本橋梁よりも長い通行料無料の離島架橋が建設されている。

## 沿革
- 1991年（平成3年）
  - 4月1日 - 市町村道補助事業として事業採択。
  - 7月6日 - 海上部地質調査に着手。
- 1992年（平成4年）
  - 4月1日 - 県事業・市町村道代行橋梁整備事業に移管。
  - 7月2日 - 架橋ルート発表。
- 1993年（平成5年）9月6日 - 角島大橋建設工事起工式。
- 2000年（平成12年）11月3日 - 開通。
- 2003年（平成15年） - 土木学会デザイン賞優秀賞受賞。
- 2015年 - 旅行サイト「トリップアドバイザー」の「口コミで選ぶ 日本の橋ランキング」で1位に選出[4]。

## 地理
本州の西端、日本海上の山口県角島へと渡る位置にある。かつて角島とフェリーでの往来しかできなかった角島大橋周辺の海は、貝殻が砕け散った残骸が海底に堆積した白い砂で、そのうえ海水が澄み切っているため、太陽光の加減でエメラルドグリーンから紺碧色まで微妙に色合いが変化していく。
本州側の海土ヶ瀬公園と角島の瀬崎陽の公園の2カ所は、角島大橋が眺められる格好の展望所となっている。ロケーションの良さから2000年開通後は、映画『四日間の奇跡』の舞台になったほか、テレビドラマ・CMロケ地として話題を集め、年間約90万人が訪れる観光地となっている。
橋を渡った先にある角島北西端の角島灯台までは、約5 kmの距離がある。

## アクセス

### 公共交通機関
最寄りのバス停留所は「ホテル西長門リゾート入口」となる。
- JR山陰本線 滝部駅・特牛駅からブルーライン交通「尾山憩の家」行
- JR山陰本線 阿川駅からブルーライン交通「島戸」行

### 車
中国自動車道 美祢インターチェンジから国道435号、国道191号、山口県道275号を経由 約60分

## ギャラリー

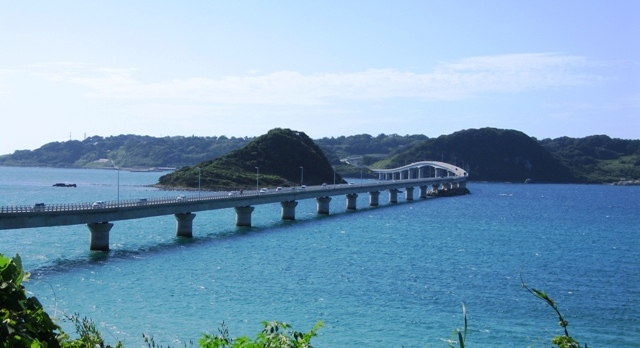
角島大橋（本土側より望む）
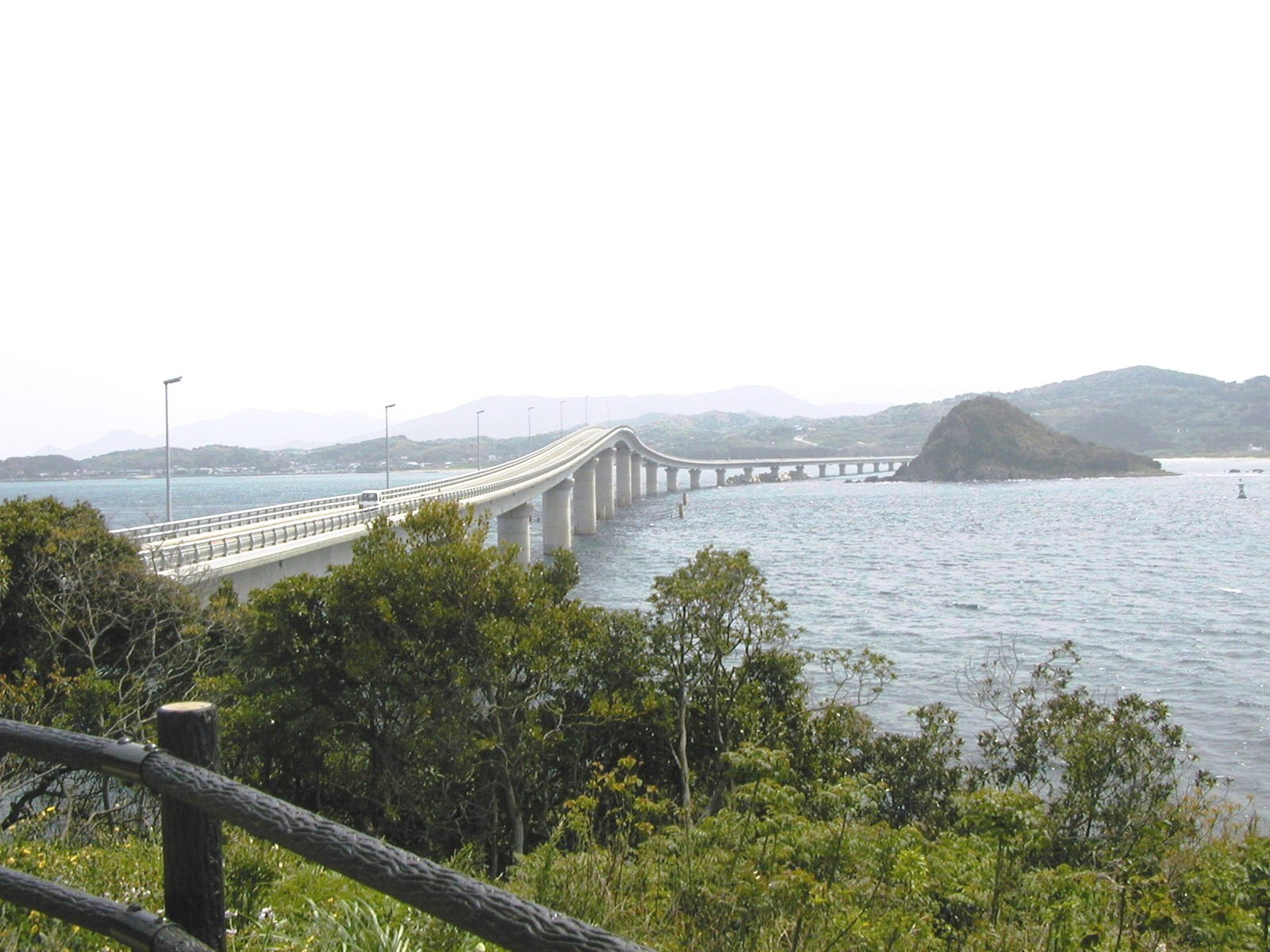
角島大橋（角島側より望む）
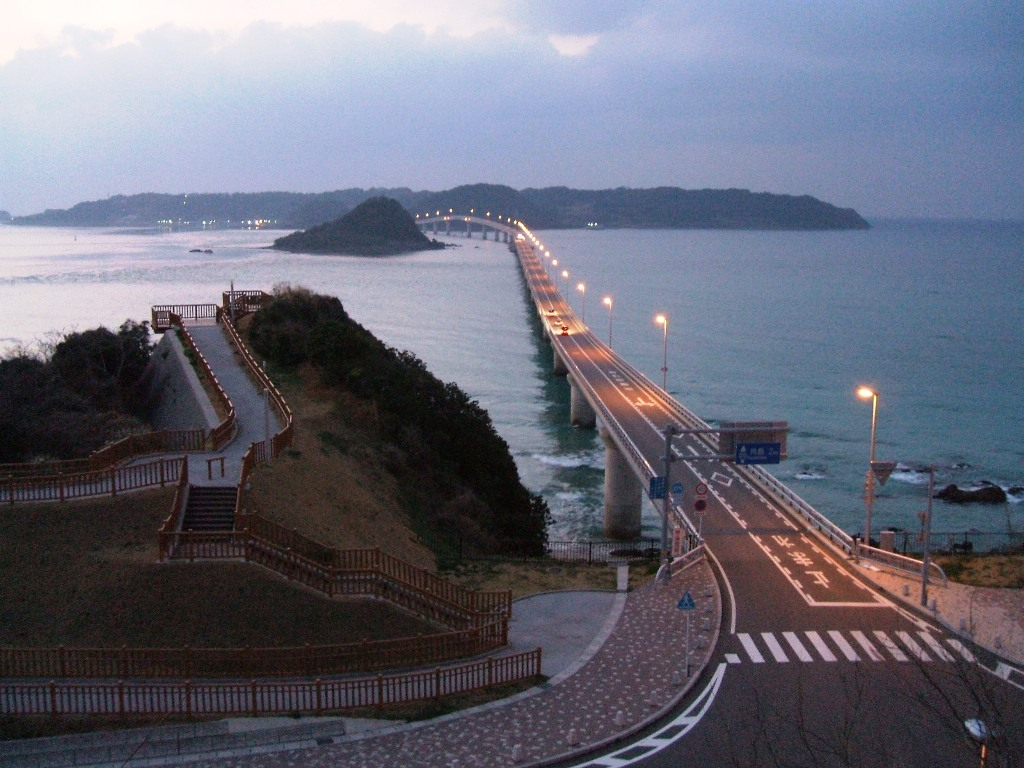
角島大橋の夕景（本土側より望む）
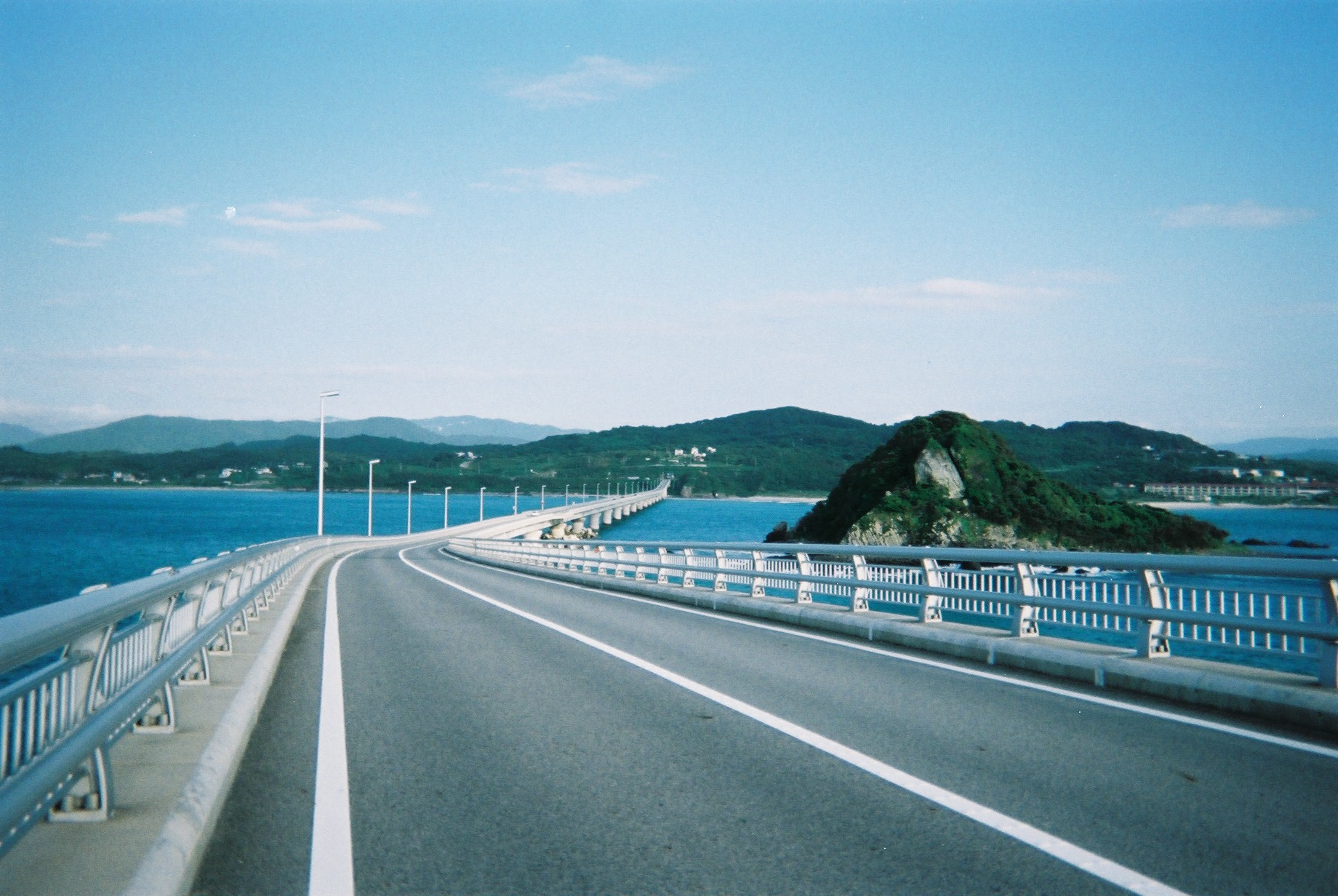
角島大橋の上から
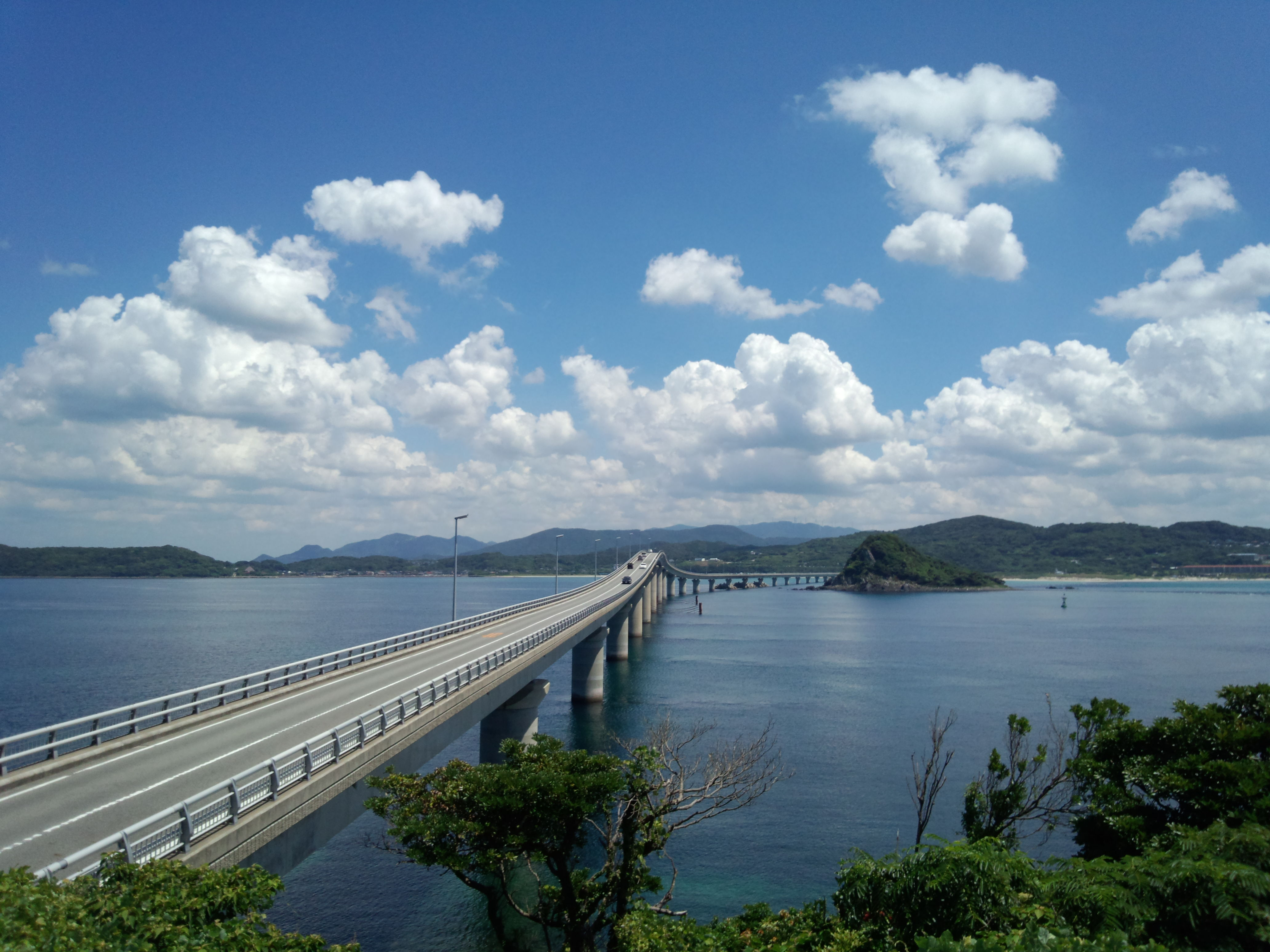
角島大橋（角島側より望む）
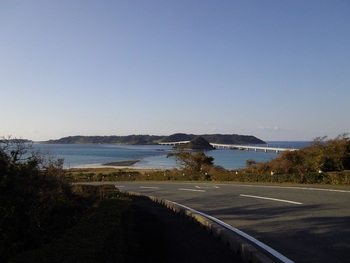
隣接するホテルに通じる側道から大橋と角島を臨む
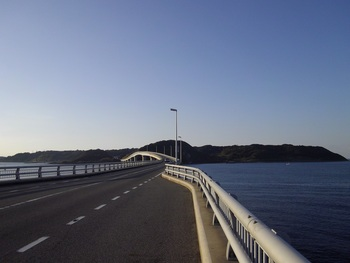
復路、振り返って大橋側を臨む
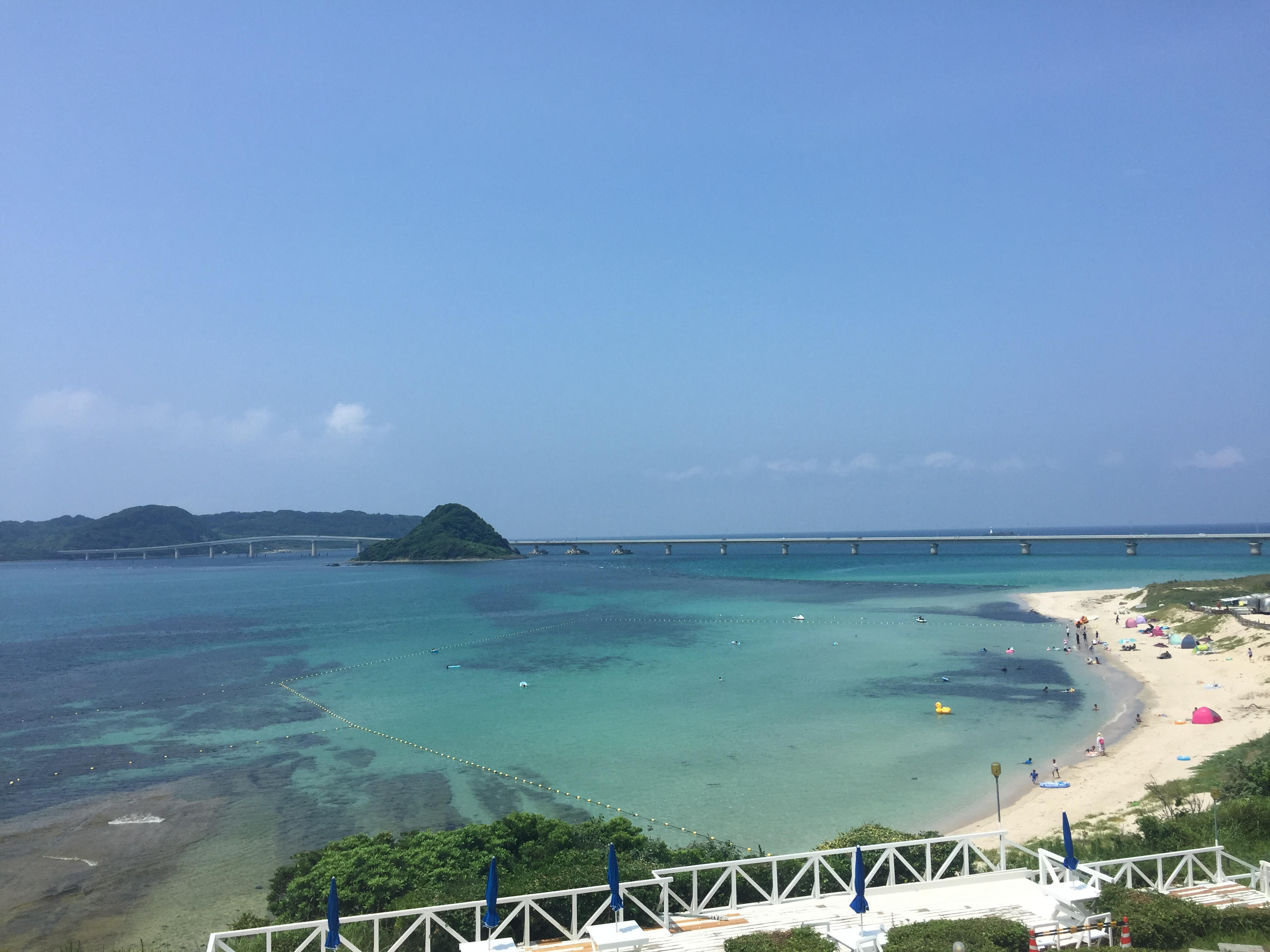
角島と角島大橋